# Claire Feuerstein
Claire Feuerstein (Grenoble, 28 febbraio 1986) è un'ex tennista francese.

## Biografia
Tennista mancina, ha fatto il suo debutto nel professionismo nel 2002, all'età di 16 anni, prendendo parte ad un evento ITF a Les Contamines, Francia.
Dal 2002 al 2009 ha giocato principalmente tornei ITF, conquistando tre titoli. La sua prima apparizione ad un evento WTA è avvenuta durante l'Internationaux de Strasbourg nel 2009. Dopo essere stata sconfitta nel primo turno in singolare ricevendo una wildcard, ha raggiunto la finale nel doppio insieme alla connazionale Stéphanie Foretz Gacon.
Ha ottenuto un'altra wildcard al Roland Garros 2009 per il tabellone principale, dove è stata sconfitta al primo turno dalla testa di serie numero 7 Svetlana Kuznecova.
Nel 2012 ha ricevuto un'altra wildcard per disputare l'Open di Francia ed è riuscita a superare il primo turno, per poi essere sconfitta in quello seguente.

## Statistiche

### Doppio

#### Sconfitte (1)
| Legenda: Dal 2009     |
| --------------------- |
| Grande Slam (0)       |
| Ori Olimpici (0)      |
| WTA Championships (0) |
| Premier Mandatory (0) |
| Premier 5 (0)         |
| Premier (0)           |
| International (1)     |

| N. | Data           | Torneo                                   | Superficie  | Compagna               | Avversarie in finale           | Punteggio |
| 1. | 23 maggio 2009 | Internationaux de Strasbourg, Strasburgo | Terra rossa | Stéphanie Foretz Gacon | Nathalie Dechy Mara Santangelo | 0-6, 1-6  |

### Risultati in progressione
| Sigla | Risultato               |
| ----- | ----------------------- |
| V     | Vincitore               |
| F     | Finalista               |
| SF    | Semifinalista           |
| O     | Oro olimpico            |
| A     | Argento olimpico        |
| SF    | Bronzo olimpico         |
| QF    | Quarti di Finale        |
| 4T    | Quarto turno            |
| 3T    | Terzo turno             |
| 2T    | Secondo turno           |
| 1T    | Primo turno             |
| RR    | Round Robin             |
| LQ    | Turno di qualificazione |
| A     | Assente                 |
| ND    | Non disputato           |

| Legenda superfici    |
| -------------------- |
| Cemento              |
| Terra battuta        |
| Erba                 |
| Superficie variabile |

#### Singolare nei tornei del Grande Slam
| Torneo          | 2009 | 2010 | 2011 | 2012 | 2013 | 2014 | 2015 | V--S |
| --------------- | ---- | ---- | ---- | ---- | ---- | ---- | ---- | ---- |
| Australian Open | A    | A    | A    | A    | A    | A    | A    | 0-0  |
| Open di Francia | 1T   | 1T   | A    | 2T   | 1T   | 2T   |      | 2-5  |
| Wimbledon       | A    | A    | A    | A    | A    | A    |      | 0-0  |
| US Open         | A    | A    | A    | A    | A    | A    |      | 0-0  |
| Totale          | 0-1  | 0-1  | 0-0  | 1-1  | 0-1  | 1-1  | 0-0  | 2-5  |

#### Doppio nei tornei del Grande Slam
| Torneo          | 2009 | 2010 | 2011 | 2012 | 2013 | 2014 | 2015 | V--S |
| --------------- | ---- | ---- | ---- | ---- | ---- | ---- | ---- | ---- |
| Australian Open | A    | A    | A    | A    | A    | A    | A    | 0-0  |
| Open di Francia | A    | 1T   | 1T   | 1T   | A    | 1T   |      | 0-4  |
| Wimbledon       | A    | A    | A    | A    | A    | A    |      | 0-0  |
| US Open         | A    | A    | A    | A    | A    | A    |      | 0-0  |
| Totale          | 0-0  | 0-1  | 0-1  | 0-1  | 0-0  | 0-1  | 0-0  | 0-4  |

#### Doppio misto nei tornei del Grande Slam
Nessuna partecipazione